# Adelaide International I 2023
Adelaide International I 2023 byl společný tenisový turnaj na profesionálních okruzích mužů ATP Tour a žen WTA Tour, hraný v areálu Memorial Drive Tennis Centre na otevřených dvorcích s tvrdým povrchem GreenSet. Dějištěm Adelaide International se mezi 1. až 8. lednem 2023 stalo Adelaide, metropole australského svazového státu Jižní Austrálie. Jednalo se o třetí ročník mužského a čtvrtý ročník ženského turnaje. Na událost o týden později ve stejném areálu navázal Adelaide International II 2023, probíhající také v kategoriích ATP 250 a WTA 500.
Mužský turnaj dotovaný 713 495 dolary patřil do kategorie ATP Tour 250. Ženská část s rozpočtem 826 837 dolarů se řadila do kategorie WTA 500. Nejvýše nasazenými singlisty se stali pátý hráč světa Novak Djoković ze Srbska a tuniská světová dvojka Ons Džabúrová. Jako poslední přímí účastníci do dvouher nastoupili 34. žena žebříčku, Rumunka Irina-Camelia Beguová, a mezi muži opět 69. tenista pořadí Mikael Ymer ze Švédska.
V důsledku invaze Ruska na Ukrajinu na konci února 2022 řídící organizace tenisu ATP, WTA a ITF s grandslamy rozhodly, že ruští a běloruští tenisté mohli dále na okruzích startovat, ale do odvolání nikoli pod vlajkami Ruska a Běloruska.
Devadesátý druhý singlový titul na okruhu ATP Tour vyhrál 35letý Srb Novak Djoković, čímž se v otevřené éře zařadil k Nadalovi na čtvrté místo v počtu turnajových triumfů. Ve finále přitom odvrátil mečbol. Sérii neporazitelnosti na australských turnajích prodloužil od sezóny 2019 na 34 vítězství. Již v semifinále ustanovil nový rekord 348 odehraných utkání proti členům první světové desítky. Jedenáctou trofej z dvouhry okruhu WTA Tour si odvezla 24letá světová pětka Aryna Sabalenková.
V mužské čtyřhře zvítězila britsko-finská dvojice Lloyd Glasspool a Harri Heliövaara, jejíž členové získali třetí párový titul. Ženskou deblovou soutěž ovládly Američanky Asia Muhammadová s Taylor Townsendovou, které triumfovaly na třetím společném turnaji.

## Rozdělení bodů a finančních odměn

### Rozdělení bodů
| Soutěž       | Soutěž       | vítězové | finalisté | semifinalisté | čtvrtfinalisté | 16 v kole | 32 v kole | Q  | Q2 | Q1 |
| ------------ | ------------ | -------- | --------- | ------------- | -------------- | --------- | --------- | -- | -- | -- |
| dvouhra mužů | [ 2 ] [ 12 ] | 250      | 150       | 90            | 45             | 20        | 0         | 12 | 6  | 0  |
| čtyřhra mužů | [ 13 ]       | 250      | 150       | 90            | 45             | 0         | —         | —  | —  | —  |
| dvouhra žen  | [ 3 ] [ 14 ] | 470      | 305       | 185           | 100            | 55        | 1         | 25 | 13 | 1  |
| čtyřhra žen  | [ 15 ]       | 470      | 305       | 185           | 100            | 1         | —         | —  | —  | —  |

### Finanční odměny
| Soutěž                                | Soutěž       | vítězové  | finalisté | semifinalisté | čtvrtfinalisté | 16 v kole | 32 v kole | Q2      | Q1      |
| ------------------------------------- | ------------ | --------- | --------- | ------------- | -------------- | --------- | --------- | ------- | ------- |
| dvouhra mužů                          | [ 2 ] [ 12 ] | 94 560 $  | 55 035 $  | 32 150 $      | 18 175 $       | 10 655 $  | 6 340 $   | 3 385 $ | 1 815 $ |
| dvouhra žen                           | [ 3 ] [ 14 ] | 120 150 $ | 74 161 $  | 43 323 $      | 20 465 $       | 11 145 $  | 7 500 $   | 5 590 $ | 2 860 $ |
| čtyřhra mužů                          | [ 13 ]       | 33 580 $  | 17 550 $  | 9 260 $       | 5 140 $        | 2 820 $   | 1 570 $   | —       | —       |
| čtyřhra žen                           | [ 15 ]       | 40 100 $  | 24 300 $  | 13 900 $      | 7 200 $        | 5 750 $   | 4 350 $   | —       | —       |
| částka ve čtyřhrách je uvedena na pár |              |           |           |               |                |           |           |         |         |

## Dvouhra mužů

### Nasazení
| Stát                             | Hráč                  | ATP | Nasazení |
| -------------------------------- | --------------------- | --- | -------- |
| Srbsko                           | Novak Djoković        | 5.  | 1.       |
| Kanada                           | Félix Auger-Aliassime | 6.  | 2.       |
|                                  | Daniil Medveděv       | 7.  | 3.       |
|                                  | Andrej Rubljov        | 8.  | 4.       |
| Dánsko                           | Holger Rune           | 11. | 5.       |
| Itálie                           | Jannik Sinner         | 15. | 6.       |
| Kanada                           | Denis Shapovalov      | 18. | 7.       |
|                                  | Karen Chačanov        | 20. | 8.       |
| Žebříček ATP k 26. prosinci 2022 |                       |     |          |

### Jiné formy účasti
Následující hráči obdrželi divokou kartu do hlavní soutěže:
- Thanasi Kokkinakis
- Christopher O'Connell
- Jordan Thompson

Následující hráč nastoupil pod žebříčkovou ochranou:
- Kyle Edmund

Následující hráči postoupili z kvalifikace:
- Rinky Hijikata
- Kwon Sun-u
- Alexei Popyrin
- Roman Safiullin

#### Odhlášení
před zahájením turnaje
- Corentin Moutet → nahradil jej  Richard Gasquet
- Brandon Nakashima → nahradil jej  Mikael Ymer

## Mužská čtyřhra

### Nasazení
| Stát                                                                                      | Hráč                 | Stát               | Hráč              | ATP | Nasazení |
| ----------------------------------------------------------------------------------------- | -------------------- | ------------------ | ----------------- | --- | -------- |
| Nizozemsko                                                                                | Wesley Koolhof       | Spojené království | Neal Skupski      | 2.  | 1.       |
| Salvador                                                                                  | Marcelo Arévalo      | Nizozemsko         | Jean-Julien Rojer | 12. | 2.       |
| Spojené království                                                                        | Lloyd Glasspool      | Finsko             | Harri Heliövaara  | 23. | 3.       |
| Spojené království                                                                        | Jamie Murray         | Nový Zéland        | Michael Venus     | 52. | 4.       |
| Kolumbie                                                                                  | Juan Sebastián Cabal | Kolumbie           | Robert Farah      | 58. | 5.       |
| Nizozemsko                                                                                | Robin Haase          | Nizozemsko         | Matwé Middelkoop  | 66. | 6.       |
| Monako                                                                                    | Hugo Nys             | Polsko             | Jan Zieliński     | 75. | 7.       |
| Austrálie                                                                                 | Matthew Ebden        | Pákistán           | Ajsám Kúreší      | 90. | 8.       |
| Žebříček ATP k 26. prosinci 2022; číslo je součtem žebříčkového postavení obou členů páru |                      |                    |                   |     |          |

### Jiné formy účasti
Následující páry obdržely divokou kartu do hlavní soutěže:
- James Duckworth /  Alexei Popyrin
- John Millman /  Edward Winter

Následující páry nastoupily z pozice náhradníka:
- Taró Daniel /  Jošihito Nišioka
- Quentin Halys /  Constant Lestienne

### Odhlášení
před zahájením turnaje
- Nikola Ćaćić /  Miomir Kecmanović → nahradili je  Taró Daniel /  Jošihito Nišioka
- Ivan Dodig /  Austin Krajicek → nahradili je  Quentin Halys /  Constant Lestienne
- Jack Draper /  Jannik Sinner → nahradili je  Jannik Sinner /  Lorenzo Sonego
- Matthew Ebden /  Nicolas Mahut → nahradili je  Matthew Ebden /  Ajsám Kúreší
- Sebastian Korda /  Brandon Nakashima → nahradili je  Sebastian Korda /  Denis Shapovalov

## Ženská dvouhra

### Nasazení
| Stát                             | Hráčka                   | WTA | Nasazení |
| -------------------------------- | ------------------------ | --- | -------- |
| Tunisko                          | Ons Džabúrová            | 2.  | 1.       |
|                                  | Aryna Sabalenková        | 5.  | 2.       |
|                                  | Darja Kasatkinová        | 8.  | 3.       |
|                                  | Veronika Kuděrmetovová   | 9.  | 4.       |
| USA                              | Danielle Collinsová      | 14. | 5.       |
| Estonsko                         | Anett Kontaveitová       | 17. | 6.       |
| Lotyšsko                         | Jeļena Ostapenková       | 18. | 7.       |
|                                  | Jekatěrina Alexandrovová | 19. | 8.       |
| Žebříček WTA k 26. prosinci 2022 |                          |     |          |

### Jiné formy účasti
Následující hráčky obdržely divokou kartu do hlavní soutěže:
- Jaimee Fourlisová
- Priscilla Honová
- Garbiñe Muguruzaová

Následující hráčky nastoupily pod žebříčkovou ochranou:
- Bianca Andreescuová
- Markéta Vondroušová

Následující hráčky postoupily z kvalifikace:
- Viktorija Golubicová
- Anhelina Kalininová
- Marta Kosťuková
- Claire Liuová
- Linda Nosková
- Shelby Rogersová

## Ženská čtyřhra

### Nasazení
| Stát                                                                                      | Hráčka                      | Stát      | Hráčka             | WTA | Nasazení |
| ----------------------------------------------------------------------------------------- | --------------------------- | --------- | ------------------ | --- | -------- |
| Austrálie                                                                                 | Storm Hunterová             | Česko     | Kateřina Siniaková | 11. | 1.       |
| Ukrajina                                                                                  | Ljudmyla Kičenoková         | Lotyšsko  | Jeļena Ostapenková | 23. | 2.       |
| USA                                                                                       | Nicole Melichar-Martinezová | Austrálie | Ellen Perezová     | 39. | 3.       |
| Japonsko                                                                                  | Šúko Aojamová               | Japonsko  | Ena Šibaharaová    | 45. | 4.       |
| Čínská Tchaj-pej                                                                          | Čan Chao-čching             | Čína      | Jang Čao-süan      | 52. | 5.       |
| USA                                                                                       | Asia Muhammadová            | USA       | Taylor Townsendová | 59. | 6.       |
|                                                                                           | Anastasija Potapovová       |           | Jana Sizikovová    | 89. | 7.       |
| Kazachstán                                                                                | Anna Danilinová             |           | Anna Kalinská      | 90. | 8.       |
| Žebříček WTA k 26. prosinci 2022; číslo je součtem žebříčkového postavení obou členů páru |                             |           |                    |     |          |

### Jiné formy účasti
Následující pár obdržel divokou kartu do hlavní soutěže:
- Kimberly Birrellová /  Priscilla Honová

#### Odhlášení
před zahájením turnaje
- Anna Danilinová /  Sania Mirzaová → nahradily je  Anna Danilinová /  Anna Kalinská

## Přehled finále

### Mužská dvouhra
- Novak Djoković  vs.   Sebastian Korda, 6–7(8–10), 7–6(7–3), 6–4

### Ženská dvouhra
- Aryna Sabalenková vs.  Linda Nosková, 6–3, 7–6(7–4)

### Mužská čtyřhra
- Lloyd Glasspool /  Harri Heliövaara vs.  Jamie Murray /  Michael Venus, 6–3, 7–6(7–3)

### Ženská čtyřhra
- Asia Muhammadová /  Taylor Townsendová vs.  Storm Hunterová /  Kateřina Siniaková, 6–2, 7–6(7–2)